# Enoplus littoralis
Enoplus littoralis är en rundmaskart. Enoplus littoralis ingår i släktet Enoplus, och familjen Enoplidae. Arten är reproducerande i Sverige.